# Simprulla nigricolor
Simprulla nigricolor là một loài nhện trong họ Salticidae.
Loài này thuộc chi Simprulla. Simprulla nigricolor được Eugène Simon miêu tả năm 1901.